# Oxyphlaeoba burmana
Oxyphlaeoba burmana är en insektsart som beskrevs av Willy Adolf Theodor Ramme 1941. Oxyphlaeoba burmana ingår i släktet Oxyphlaeoba och familjen gräshoppor. Inga underarter finns listade i Catalogue of Life.